# Ambasada Burkiny Faso przy Stolicy Apostolskiej
Ambasada Burkiny Faso przy Stolicy Apostolskiej (fr. Ambassade du Burkina Faso auprès du Saint Siège) – misja dyplomatyczna Burkiny Faso przy Stolicy Apostolskiej. Ambasada mieści się w Rzymie, w pobliżu Watykanu.

## Historia
Stosunki dyplomatyczne pomiędzy Stolicą Apostolską a Górną Woltą zostały ustanowione 14 czerwca 1973.